# 石田浩 (社会学者)
石田 浩（いしだ ひろし、1954年9月2日 - ）は、日本の社会学者。東京大学名誉教授。元東京大学社会科学研究所所長。
父は政治学者で東京大学名誉教授の石田雄。祖父は神奈川県知事や警視総監を務めた石田馨。曾祖父は茨城県知事を務めた大塚貢。弟は千葉大学教授の石田憲。伯父（父の姉の夫）は東京都知事を務めた鈴木俊一。

## 人物・経歴
東京都出身。1979年上智大学文学部社会学科卒業。1983年ハーバード大学大学院社会学部M.A.。1985年から88年までオックスフォード大学セント・アントニーズ・カレッジ、ナッフィールド・カレッジ研究員。1986年ハーバード大学大学院社会学部Ph.D.。1989年コロンビア大学社会学部助教授。1991年コロンビア大学社会学部准教授。1995年東京大学社会科学研究所助教授。1999年東京大学社会科学研究所教授。2001年ミシガン大学社会学部客員教授、社会調査研究所客員研究員。2012年東京大学社会科学研究所所長。2016年ハーバード大学社会学研究科客員研究員。2020年東京大学特別教授、東京大学名誉教授。

## 著作
- "Social Mobility in Contemporary Japan: Educational Credentials,　Class, and the Labour Market in a Cross-national Perspective" Macmillan Press and Stanford University Press 1993年
- 『社会階層・移動の基礎分析と国際比較』（編著）1995年SSM調査研究会、1998年
- 『階層と移動の構造』（共編）東京大学出版会 2011年